# Pierre Ladevèze

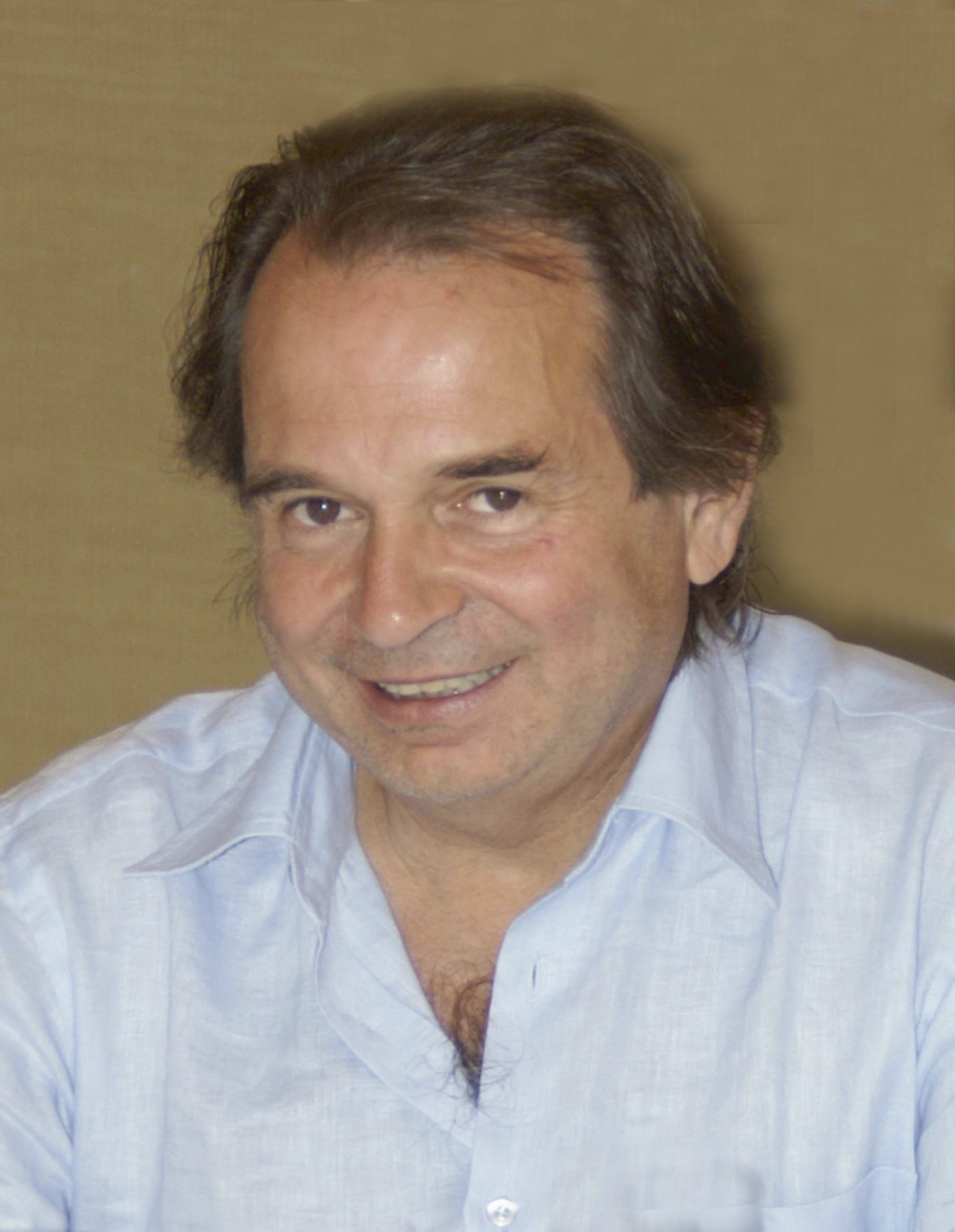
Pierre Ladevèze

Pierre Ladevèze (* 1945) ist ein französischer Ingenieurwissenschaftler, der sich mit Numerischer Mechanik und Modellierung von Verbundwerkstoffen befasst. Er war Professor an der École normale supérieure de Cachan.
Von ihm stammen verschiedene Techniken zur mechanischen Modellierung und Simulation (LATIN Methode, Proper Generalized Decomposition technique) und zur Fehlerkontrolle in mechanischer Modellierung (Constitutive Relation Error method). Er entwickelte eine Variationstheorie komplexer Strahlen für dynamische Probleme.
1987 erhielt er den Poncelet-Preis.

## Schriften
- Non linear Computational Structural Mechanics – New Approaches and Non-Incremental Methods of Calculation, Springer-Verlag, New York 1999 (französisches Original: “Mécanique non linéaire des structures – Nouvelle approche et méthodes de calcul non incrémentales”, Hermès, 1996).
- mit J.-P. Pelle: Mastering calculations in linear and non linear mechanics, Springer Verlag, New York, 2000 (französisches Original: “La maîtrise du calcul en mécanique linéaire et non linéaire”, Hermès, 2001).
- mit D. Néron, J.-C. Passieux: On multiscale computational mechanics with time-space homogenization, in: J. Fish, Bridging the scales in Science and Engineering, Oxford University Press, 2009, S. 247–282
- mit D. Néron: “Multiscale methods”, in R. Blockley, W. Shy (Hrsg.): Encyclopedia of Aerospace Engineering, Band 3, Wiley, 2010
- mit A. Barbarullo, H. Riou, L. Kovaleski: The variational theory of complex rays, in: W. Desmet, B. Pluymers, O. Atak (Hrsg.), Mid-Frequency, Katholieke Universiteit Leuven, 2012, S. 155–201, Kapitel 5